# The Black and White Album
The Black and White Album je čtvrté studiové album švédské kapely The Hives, které vyšlo v říjnu 2007.

## Informace o albu
První singl z alba dostal název Tick Tick Boom a objevila se i ve hře Madden NFL 08. Píseň se objevila také v reklamě na obuv Nike.
Kapela nahrála na album kolem 30 písní, včetně sedmi, které produkoval Pharrell Williams. S albem jim pomáhal i Timbaland, se kterým kdysi už nahráli píseň Throw It On Me.

## Seznam písní
1. "Tick Tick Boom" – 3:25 Videoklip
2. "Try It Again"– 3:29
3. "You Got It All... Wrong"– 2:42
4. "Well All Right!" – 3:29
5. "Hey Little World" – 3:22
6. "A Stroll Through Hive Manor Corridors" – 2:37
7. "Won't Be Long" – 3:49
8. "T.H.E.H.I.V.E.S." – 3:37
9. "Return the Favour" – 3:09
10. "Giddy Up!" – 2:51
11. "Square One Here I Come" – 3:10
12. "You Dress Up for Armageddon" – 3:09
13. "Puppet on a String" – 2:54
14. "Bigger Hole to Fill" – 3:37

### Bonusy
1. "Fall is Just Something Grownups Invented" – 2:40
2. "Hell No" – 2:22
3. "I Can't Just Give It To You" – 3:37